# Ambassade du Mexique en France
L'ambassade du Mexique en France est la représentation diplomatique des États-Unis mexicains auprès de la République française. Elle est située 9, rue de Longchamp dans le 16e arrondissement de Paris, la capitale du pays. Son ambassadrice est, depuis 2021, Blanca Elena Jiménez Cisneros.

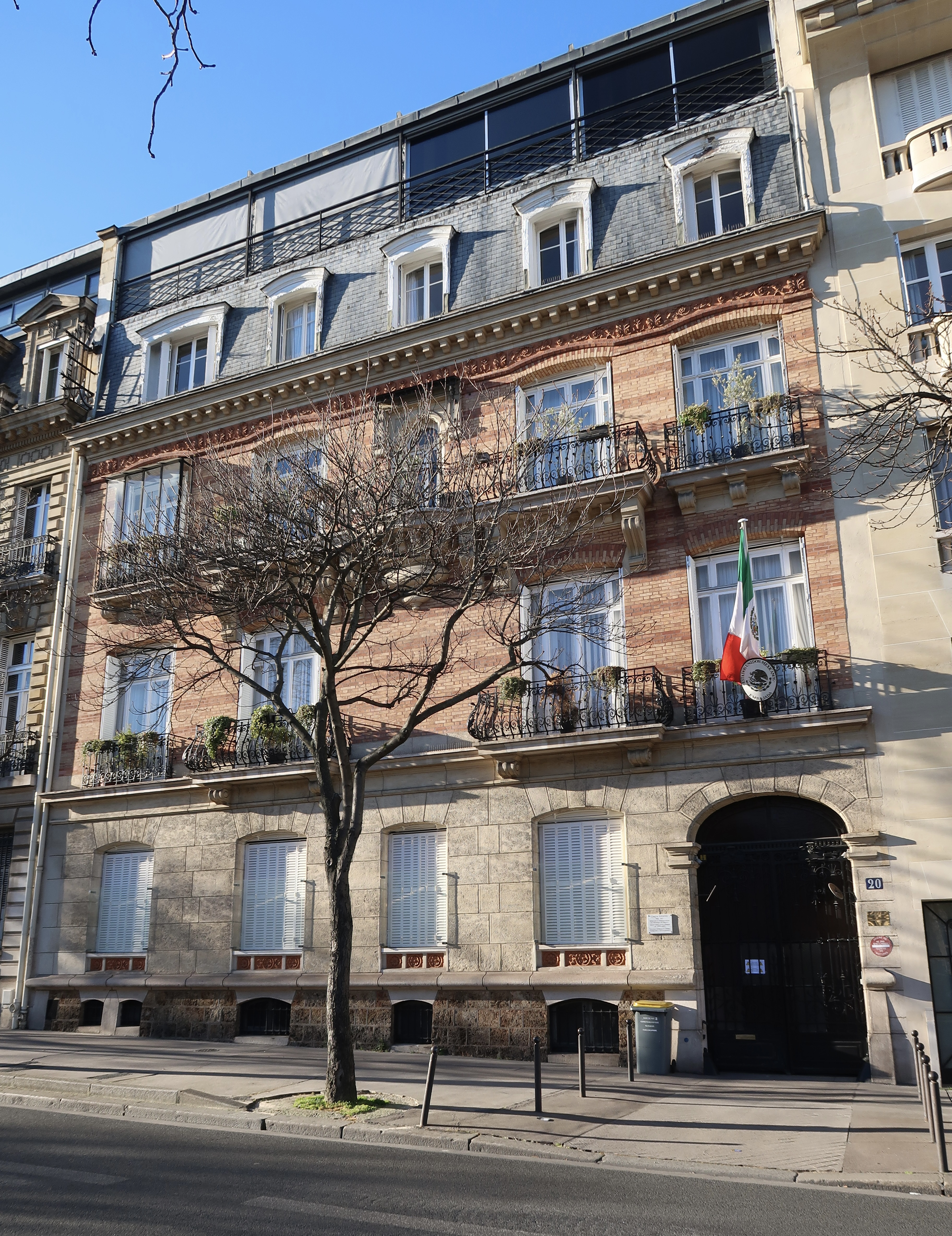
Résidence de l'ambassadeur du Mexique à Paris (20, avenue du Président-Wilson), où est posée une plaque en hommage à l'ambassadeur Carlos Fuentes.

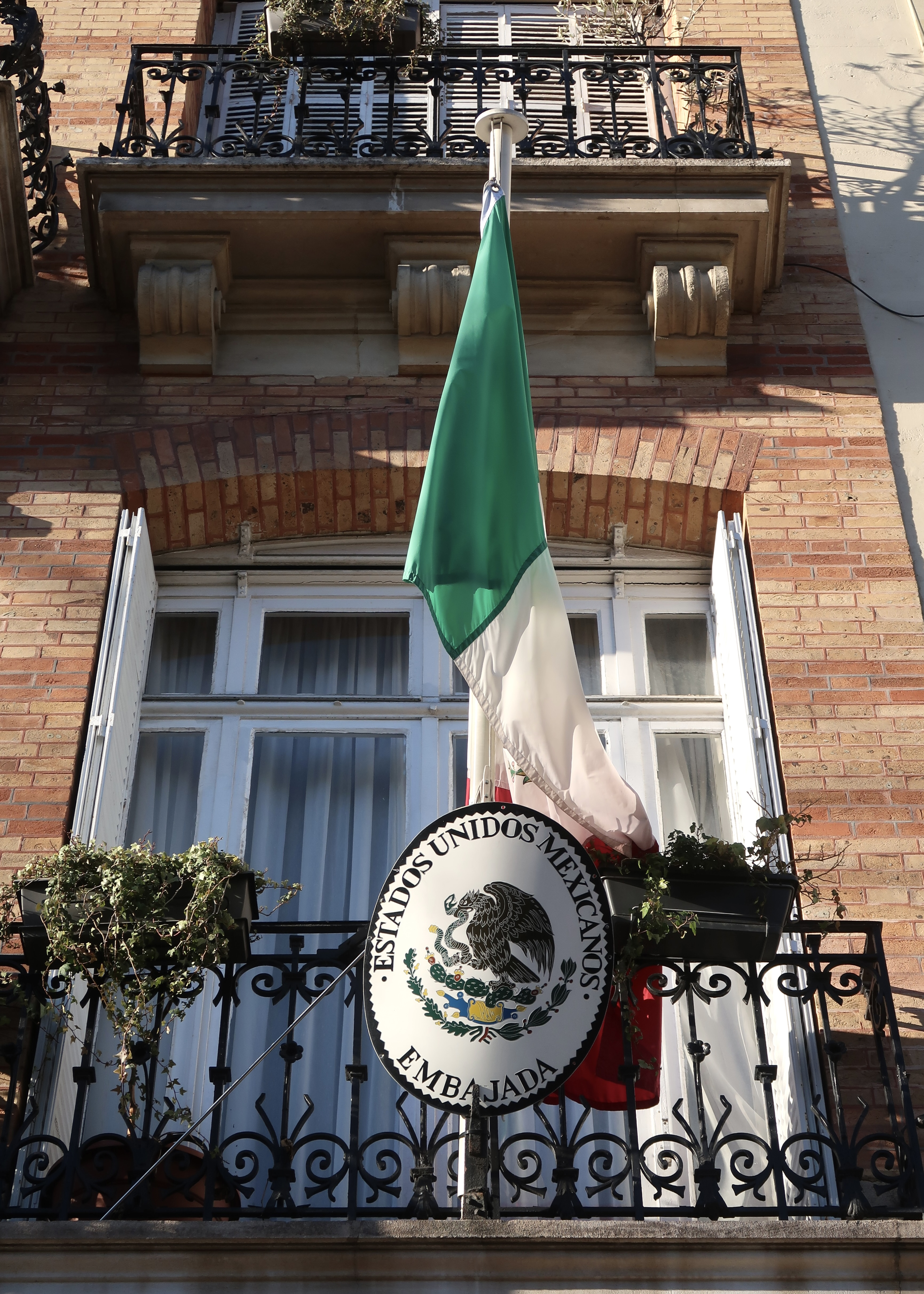
Drapeau et blason.

L'ambassade a donné son nom en 1957 à la place de Mexico voisine.

## Histoire
En 1830, la France reconnaît et établit des relations diplomatiques avec le Mexique. 
Dans les années 1900, la légation du Mexique se trouve 19, boulevard Victor-Hugo à Neuilly-sur-Seine, tandis que sa chancellerie est installée 13, rue Lamennais (8e arrondissement de Paris) et le consulat général 5, rue Bourdaloue (9e arrondissement). En 1924, la légation est installée 144, boulevard Haussmann (8e arrondissement) et le consulat demeure 5, rue Bourdaloue.
En décembre 1926, le gouvernement mexicain achète l'immeuble du 20, avenue du Président-Wilson (Paris), qui accueille de nos jours la résidence de l'ambassadeur, tandis que l'ambassade en elle-même, située sur la même parcelle, donne 9, rue de Longchamp. Le bâtiment de l'ambassade, de style Art déco, est édifié par l'architecte André Durand en 1926, qui en dessine également le mobilier.
En 1940, pendant la Seconde Guerre mondiale, le Mexique ouvre un consulat à Marseille pour représenter le Mexique dans le régime de Vichy. 
En 1942, le Mexique rompt les relations diplomatiques avec le gouvernement de l'État français et maintient celles avec le gouvernement français en exil (également connu sous le nom de France libre), dirigé par le général Charles de Gaulle à Londres. Les relations diplomatiques sont rétablies entre les deux nations après la Libération en 1944.

## Ambassadeurs du Mexique en France
| Date de remise des lettres de créance | Date de remise des lettres de créance | Diplomate                                               |
| ------------------------------------- | ------------------------------------- | ------------------------------------------------------- |
| 31 août 1931                          |                                       | Emilio Portes Gil                                       |
| 8 février 1932                        |                                       | Alfonso Castelló                                        |
| 16 mars 1933                          |                                       | Francisco Castillo Nájera                               |
| 28 février 1935                       |                                       | Marte R. Gómez (es)                                     |
| 10 juillet 1936                       |                                       | Adalberto Tejeda Olivares (es)                          |
| 1er janvier 1938                      |                                       | Leobardo C. Ruiz Camarillo (chargé d'affaires)          |
| 3 décembre 1938                       |                                       | Narciso Bassols (es)                                    |
| 20 avril 1940                         |                                       | Luis I. Rodríguez (es)                                  |
| 20 février 1941                       | [ JORF 1 ]                            | Francisco Javier Aguilar González (es)                  |
| 1er janvier 1942                      |                                       | Manuel Maples Arce                                      |
| 16 février 1944                       |                                       | Antonio Ríos Zertuche (de)                              |
| 16 mars 1946                          |                                       | José Maximiliano Alfonso de Rosenzweig Díaz (de)        |
| 27 septembre 1947                     | [ JORF 2 ]                            | Francisco del Río y Cañedo                              |
| 20 avril 1950                         | [ JORF 3 ]                            | Víctor Fernández Madero                                 |
| 15 novembre 1951                      |                                       | Federico Jiménez O’Farril                               |
| 27 octobre 1954                       |                                       | Jaime Torres Bodet                                      |
| 27 août 1958                          |                                       | José María González de Mendoza (es) (chargé d'affaires) |
| 9 juin 1959                           |                                       | Octavio Irineo Paz y Lozano (chargé d'affaires)         |
| 19 octobre 1960                       |                                       | Ignacio Morones Prieto (es)                             |
| 1er avril 1966                        |                                       | Silvio Zavala (es)                                      |
| 21 avril 1975                         |                                       | Carlos Fuentes                                          |
| 29 août 1977                          |                                       | Horacio Flores de la Peña (es)                          |
| 16 mars 1983                          |                                       | Jorge Castañeda y Álvarez de la Rosa (es)               |
| 21 mars 1989                          |                                       | Manuel Tello Macías (es)                                |
| 12 mai 1993                           |                                       | Ignacio Morales Lechuga (es)                            |
| 16 avril 1995                         |                                       | Miguel Ángel Huerta Leal (chargé d'affaires)            |
| 7 septembre 1995                      |                                       | Jorge Carpizo McGregor (en)                             |
| 2 avril 1998                          |                                       | Sandra Fuentes-Berain Villenave (es)                    |
| 4 mai 2001                            | [ JORF 4 ]                            | Claude Heller (es)                                      |
| 1er janvier 2007                      |                                       | Mabel del Pilar Gómez Oliver (chargée d'affaires)       |
| 27 juin 2007                          | [ JORF 5 ]                            | Carlos Alberto de Icaza González (es)                   |
| 11 juillet 2013                       | [ JORF 6 ]                            | Agustín García-López Loaeza                             |
| 15 février 2016                       | [ JORF 7 ]                            | Juan Manuel Gómez Robledo                               |
| 2 novembre 2021                       | [ JORF 8 ]                            | Blanca Elena Jiménez Cisneros                           |

## Consulat
Outre la section consulaire de son ambassade à Paris, située 4, rue Notre-Dame-des-Victoires dans le 2e arrondissement, et des consulats honoraires à Barcelonnette, Bordeaux, Dijon, Lyon, Marseille, Toulouse et Fort-de-France, Martinique.

## Différents sites
- La délégation permanente du Mexique auprès de l'UNESCO (1, rue Miollis, 15e arrondissement de Paris)[8]
- La délégation permanente du Mexique auprès de l'OCDE (8, rue de Berri, 8e arrondissement de Paris)[9]
- Institut culturel du Mexique (119, rue Vieille-du-Temple, 3e arrondissement de Paris)[10]
- Maison du Mexique dans la Cité internationale universitaire de Paris (9c, boulevard Jourdan, 14e arrondissement de Paris)[11]
- Bureau de liaison du Mexique auprès du Conseil de l'Europe (5, boulevard du Président-Edwards à Strasbourg)[12]

## Galerie

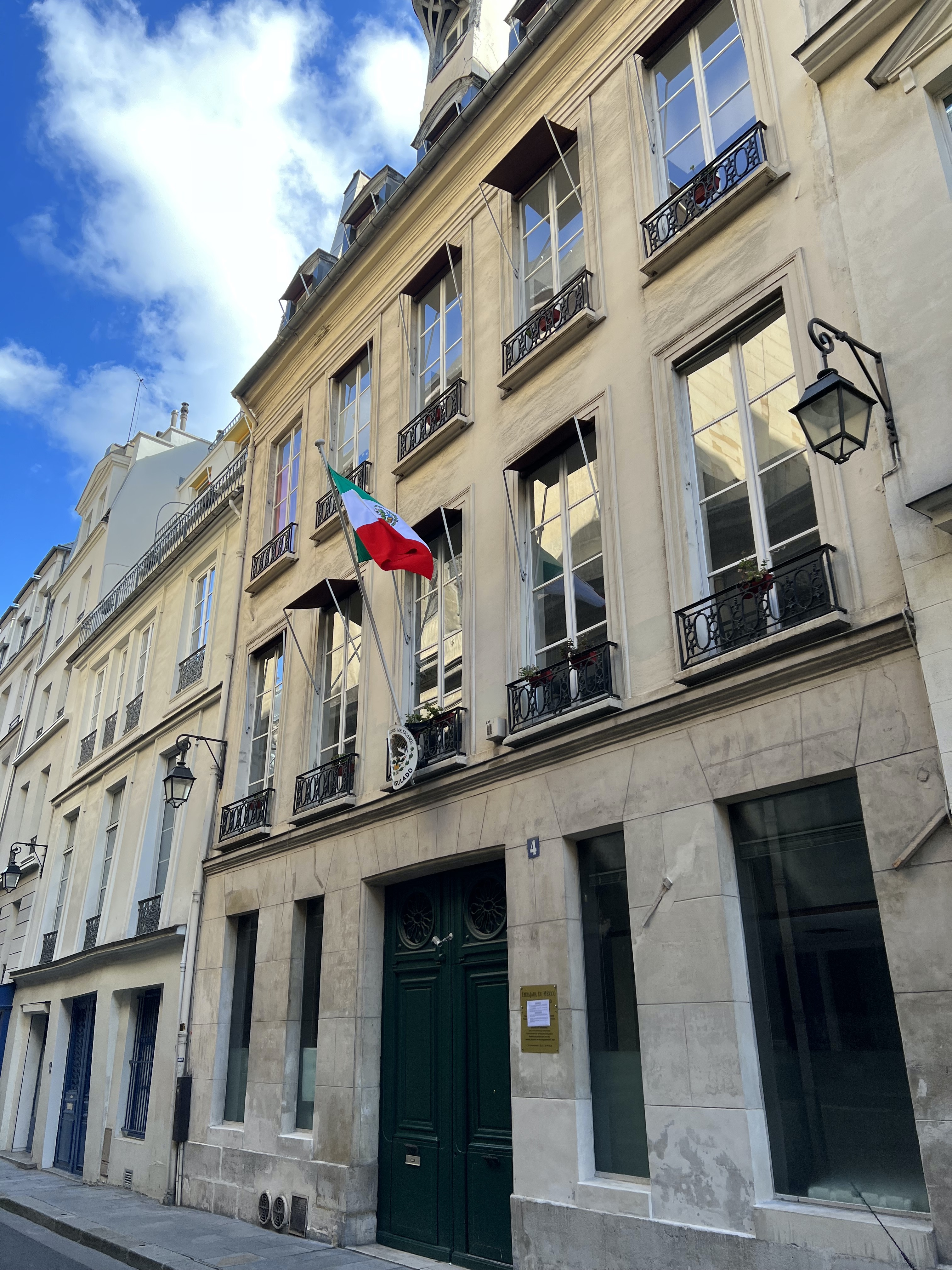
Consulat général du Mexique à Paris (4, rue Notre-Dame-des-Victoires).
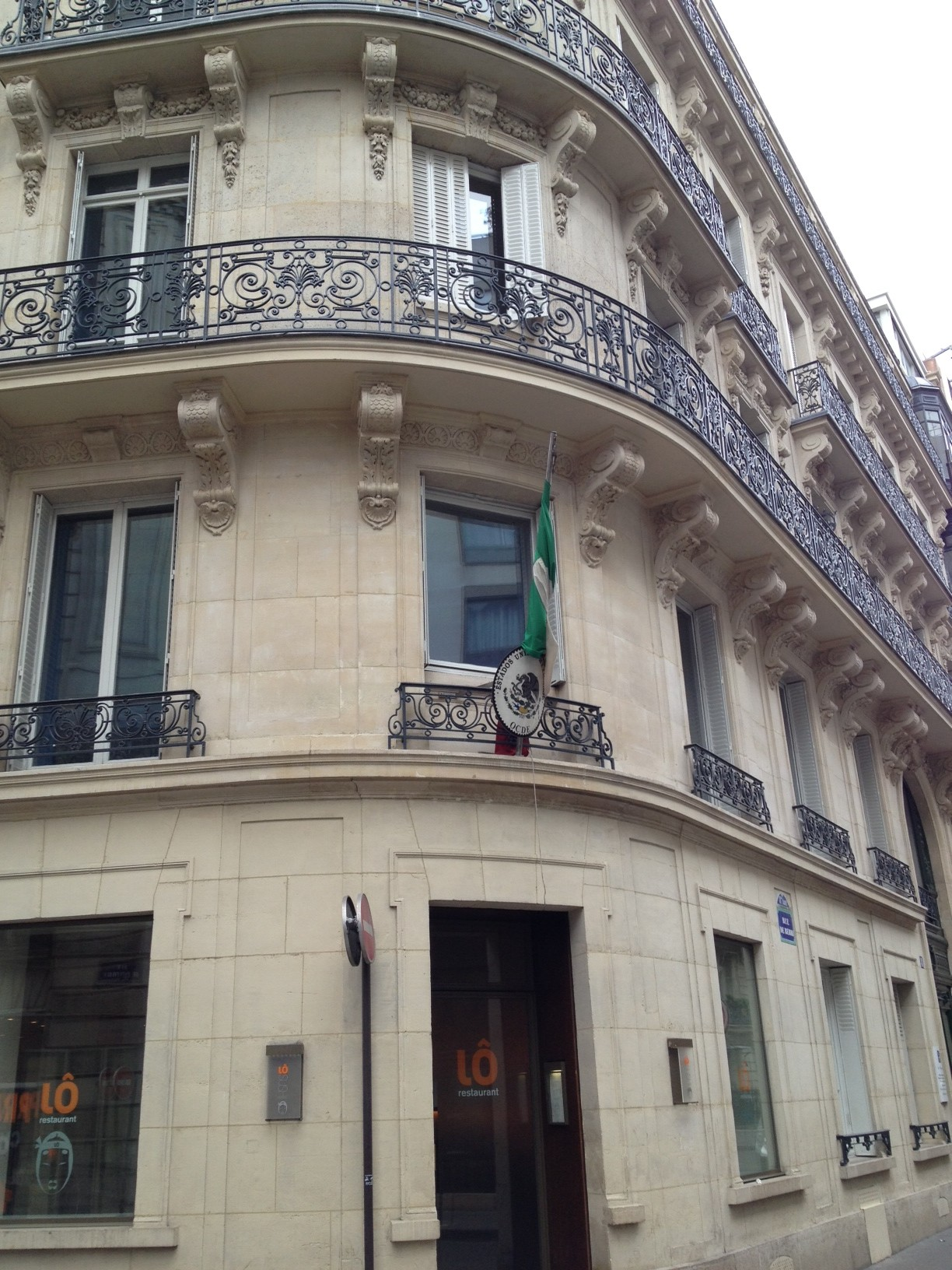
Délégation permanente du Mexique auprès de l'OCDE (8, rue de Berri à Paris).
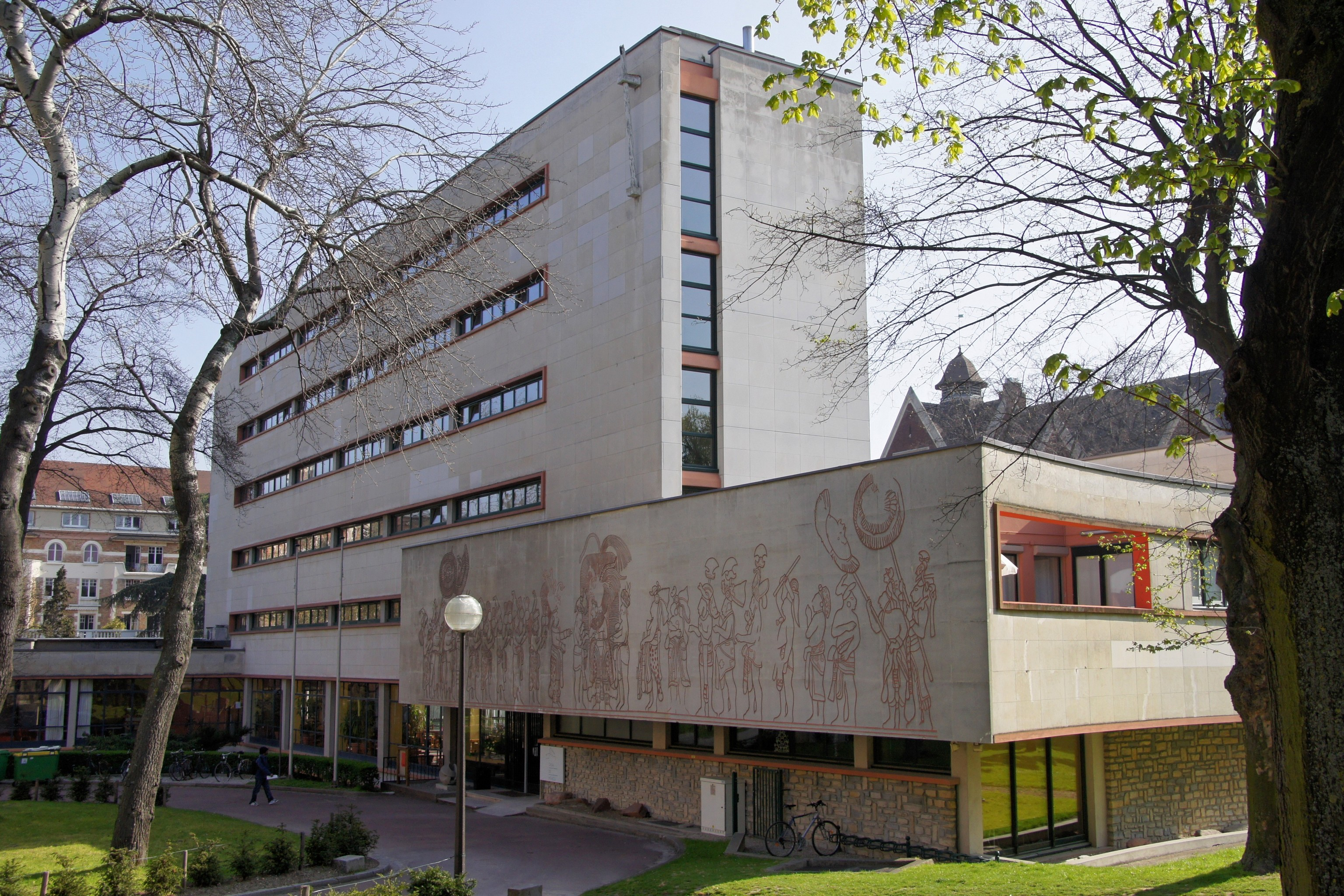
Maison du Mexique dans la Cité internationale universitaire de Paris (9c, boulevard Jourdan).
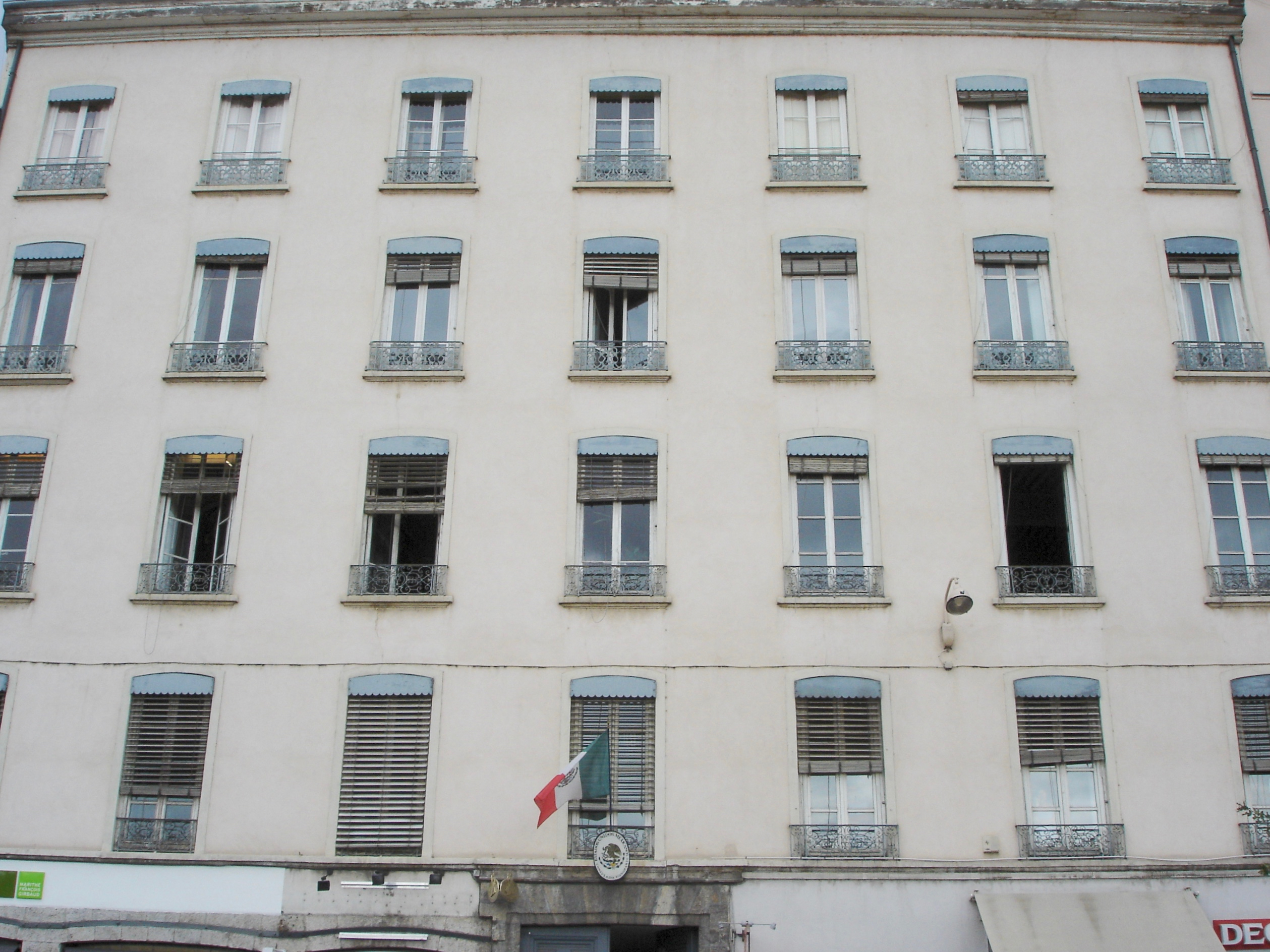
Consulat honoraire du Mexique à Lyon, (6, place Bellecour).